# Marcos 8

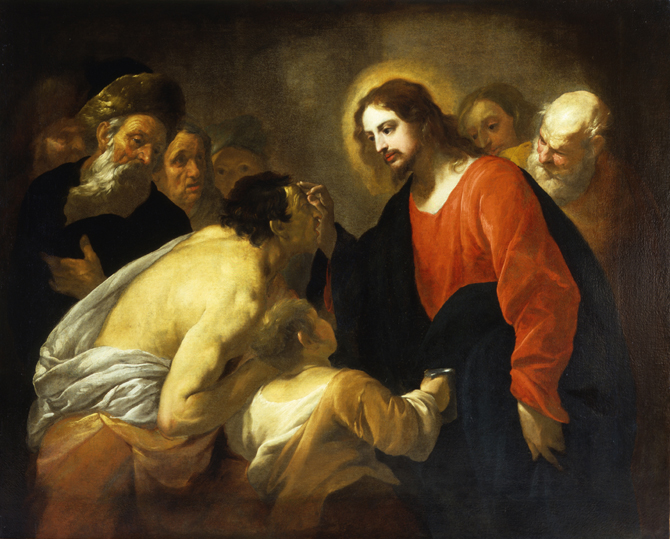
Jesus curando o cego de Betsaida, um dos episódios de Marcos 8.
Por Orazio de Ferrari, atualmente na Collezione D'Arte Della Banca Carige, em Gênova.

Marcos 8 é o oitavo capítulo do Evangelho de Marcos no Novo Testamento da Bíblia. Marcos relata mais dois milagres de Jesus, a confissão de Pedro de que ele acredita que Jesus é o Messias e a primeira profecia de Jesus sobre sua morte e ressurreição. Este capítulo marca o ponto central da narrativa de Marcos e um ponto de inflexão no foco de seu relato, dos ensinamentos e milagres para a morte e a natureza complexa de seus ensinamentos.
Estes episódios, na mesma sequência, aparecem em Mateus 15 e 16.

## Alimentando a multidão e a cura em Betsaida
Como em Marcos 6 (Marcos 6:30–44), este capítulo descreve Jesus novamente multiplicando o pouco alimento que tinha para satisfazer muitas pessoas. Desta vez ele aparece ensinando para uma multidão num lugar remoto, «cerca de quatro mil homens» (Marcos 9:9), e todos estão com fome, mas os apóstolos só tem sete pães e um pouco de peixe. Jesus toma a comida nas mãos, agradece a Deus e os discípulos começaram a distribuir. Depois que todos comeram, ainda sobraram sete cestos de comida. Este episódio aparece também em Mateus 15 (Mateus 15:29–39), mas não está nem em Lucas e nem em João, apesar de eles relatarem o episódio anterior, quando Jesus alimentou os cinco mil. Acadêmicos céticos concluíram de que trata-se nada mais do que uma duplicação do evento em Marcos 6 com apenas alguns detalhes diferentes, como o número de pães e de cestos. Lucas, por exemplo segue direto do evento com os cinco mil para a confissão de Pedro em Lucas 9. Porém, estes mesmos estudiosos não encontram resposta para a passagem seguinte, Marcos 8:17–21, na qual Jesus compara e contrasta os dois eventos como num exercício para ensinar seus discípulos.

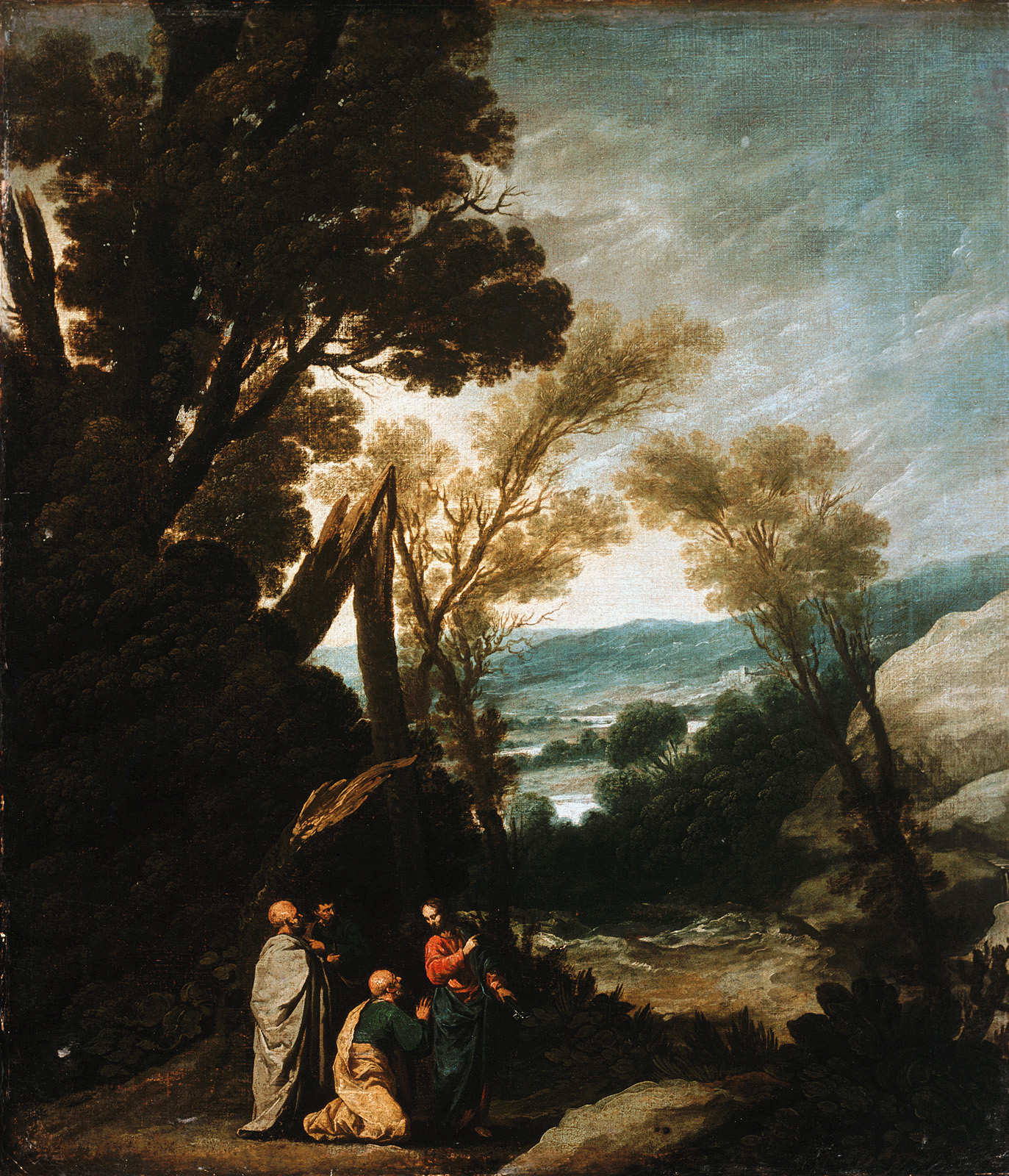
Confissão de Pedro, um dos episódios de Marcos 8.
Séc. XVII. Por Jacob Pynas, atualmente na Galeria Nacional da Eslovênia, em Liubliana.

O grupo segue então de barco para Dalmanuta, que aparece em Mateus 15 com o nome de Magadã e em alguns manuscritos antigos de Marcos como Magdala, terra natal de Maria Madalena. Lá, Jesus encontra os fariseus novamente, que pedem-lhe que realize um milagre, ao que ele responde: «Por que pede esta geração um sinal? em verdade vos digo que a esta geração nenhum sinal será dado» (Marcos 8:12). Mateus e Lucas dizem que apenas o "Sinal de Jonas" será dado em Mateus 12 (Mateus 12:38–39), Mateus 16 (Mateus 16:1–4) e Lucas 11 (Lucas 29:30). Mais uma vez Jesus e os discípulos seguem a viagem de barco e, do outro lado do "mar" (presumivelmente o Mar da Galileia), descobrem que só trouxeram um pão. Jesus então pede cuidado: «guardai-vos do fermento dos fariseus e do fermento de Herodes» (Marcos 8:15), criticando os fariseus depois do último encontro. Depois de perceber que os discípulos discutiam entre si acreditando que Jesus teria dito isso por terem esquecido o pão, Jesus os admoesta:
| “ | «Por que discorreis, por não terdes pão? não compreendeis ainda, nem entendeis? tendes o vosso coração endurecido? Tendo olhos, não vedes? tendo ouvidos, não ouvis? não vos lembrais, quando parti os cinco pães para cinco mil, quantos cestos cheios de pedaços levantastes? Responderam eles: Doze. Quando parti os sete para quatro mil, quantas alcofas levantastes? Responderam: Sete. Disse-lhes: Ainda não entendeis?» (Marcos 8:17–21) | ” |

Jesus não explica mais nada. O grupo então viaja para Betsaida, onde se encontram com um cego. Jesus coloca cuspe nos olhos do homem e ele começa a ver parcialmente. Toca de novo e ele se cura completamente, um milagre que só aparece na narrativa de Marcos. 
Esta passagem inteira e o capítulo anterior revelam o trabalho de Jesus entre os gentios. Ele alimentou os judeus que o ouviam em Marcos 6 e alimenta uma multidão provavelmente gentia aqui. Ele se recusa a realizar um milagre para os fariseus, que lhe pedem um, mas realiza muitos para os gentios, que não pediram. As explicações enigmáticas de Jesus sobre o significado de seus milagres e a confusão dos discípulos contrasta com Jesus restaurando a visão de um gentio, provavelmente demonstrando simbolicamente seu esforço. Ainda assim, em Mateus 23 (Mateus 23:1–3), Jesus afirma fazer o que os fariseus dizem por que eles tem autoridade, mas ainda assim os chama de hipócritas.

## Confissão de Pedro e a profecia de sua morte
Marcos começa a segunda metade de seu livro com Jesus e os discípulos viajando para Cesareia de Filipe. Aparentemente quando ainda estavam no caminho, Jesus pergunta aos companheiros quem eles achavam que ele era. João Batista ou o profeta Elias ou um dos profetas, disseram eles. Repetindo a pergunta, Pedro disse então claramente que acreditava que Jesus era «o Cristo» (Marcos 8:29). Segundo Marcos, Jesus pediu-lhes que guardassem segredo disto (veja Segredo Messiânico) e continuou falando sobre a perseguição que sofreria por parte dos professores e doutores da Lei, o que levaria a sua morte e ressurreição três dias depois. Pedro — que acabara de afirmar que Jesus era o Messias e agora ouviu-o dizer que morreria — tenta chamar-lhe a atenção, mas Jesus responde: «Sai de diante de mim, Satanás! Porque não cuidas das coisas de Deus, mas sim das dos homens» (Marcos 8:33). Marcos continua dizendo que Jesus chamou uma multidão para ouvi-lo, de onde se assume que eles haviam chegado a uma cidade ou que a resposta de Jesus a Pedro se aplica a todos, inclusive o leitor:
| “ | «Se alguém quer vir após mim, negue-se a si mesmo, tome a sua cruz e siga-me. Pois quem quiser salvar a sua vida, perdê-la-á; e quem perder a sua vida por amor de mim e do Evangelho, salvá-la-á. Que aproveita a um homem ganhar o mundo inteiro e perder a sua vida? Que daria um homem em troca da sua vida? Porque se alguém nesta geração adúltera e pecadora se envergonhar de mim e das minhas palavras, também dele se envergonhará o Filho do homem quando vier na glória de seu Pai com os santos anjos.» (Marcos 8:34–38) | ” |